# Zopf
Zopf hoặc Züpfe là một loại bánh mì Thụy Sĩ, Áo hoặc Bayern làm từ bột, sữa, trứng, bơ và men nướng. Bột được nhào với lòng đỏ trứng trước khi nướng, tạo màu vàng ở lớp vỏ. Bánh được nướng với dạng tết và theo truyền thống mọi người hay ăn vào sáng chủ nhật. Một biến thể từ Swabia được biết đến với tên Hefekranz (hoặc: Hefezopf), và khác với Zopf ở độ ngọt. Tên "Zopf" bắt nguồn từ những hình dạng của bánh, có nghĩa là "bện".